# Бабух, Лариса Владимировна
Лариса Владимировна Бабух (род. 13 августа 1949 года в г. Гвардейске Калининградской области, РСФСР, СССР) — советский и российский инженер, политический деятель, депутат Государственной Думы I созыва, в прошлом сопредседатель Партии социальной справедливости, сопредседатель Движения «Образование — будущее России».

## Краткая биография
В 1974 году получила высшее техническое образование по специальности «радиоинженер» в Московском институте радиотехники, электроники и автоматики.
С 1969 по 1976 год работала НИИ полупроводников и приборостроения инженером-конструктором радиоаппаратуры, в Радиотехническом институте АН СССР инженером-конструктором. С 1976 по 1984 год работала в средней специальной школе № 33 города Москва учителем черчения и рисования. С 1984 по 1990 год работала в Московском техникуме автоматики и телемеханики преподавателем начертательной геометрии.
С 1990 по 1991 год работала в советско-итальянском совместном предприятии «Перспектика Крономарк» заместителем генерального директора. С 1991 по 1993 год работала в акционерном обществе «Ларина-сервис» в должности генерального директора.
В декабре 1993 года избрана депутатом Государственной Думы I созыва от политического движения Женщины России. В Думе была членом комитета по образованию, культуре и науке.
В 1995 году участвовала создании общественно-политического движения «Образование — будущее России», была одним из сопредседателей. В 1996 году работала в Международной академии информатизации директором департамента образования.
В 2002 году участвовала в создании Партии социальной справедливости, была сопредседателем партии.

## Семья
Замужем, имеет двоих сыновей.